# 志井站 (JR九州)
志井站（日语：／ Shii eki */?）是位於福岡縣北九州市小倉南區，屬於九州旅客鐵道（JR九州）的日田彥山線車站。車站編號為JI07。本站屬JR特定都區市內制度中「北九州市內」的車站。
在小倉南區內亦有另一個志井站，屬於北九州高速鐵道（北九州單軌鐵路）小倉線的車站，大家雖位於同一個大字，但直線距離卻達兩公里。

## 車站構造
本站原設有站房，因使用率低且為減省站房保養費用，於2014年時被拆去。現時採用簡易車站模式運作，只在原驗票口與月台之間的空間興建了一座新型的候車亭以充作為車站出入口。候車亭以鋼架、半透明膠片及木板所搭成，亭內的背板則舖上半柱式的竹作裝飾，並放置了一張木長櫈。
站外設有一座投幣式電話亭。而位於1號月台往添田方向的盡頭，分別設有以水泥建成的儲物倉和繼電所。

### 舊站房

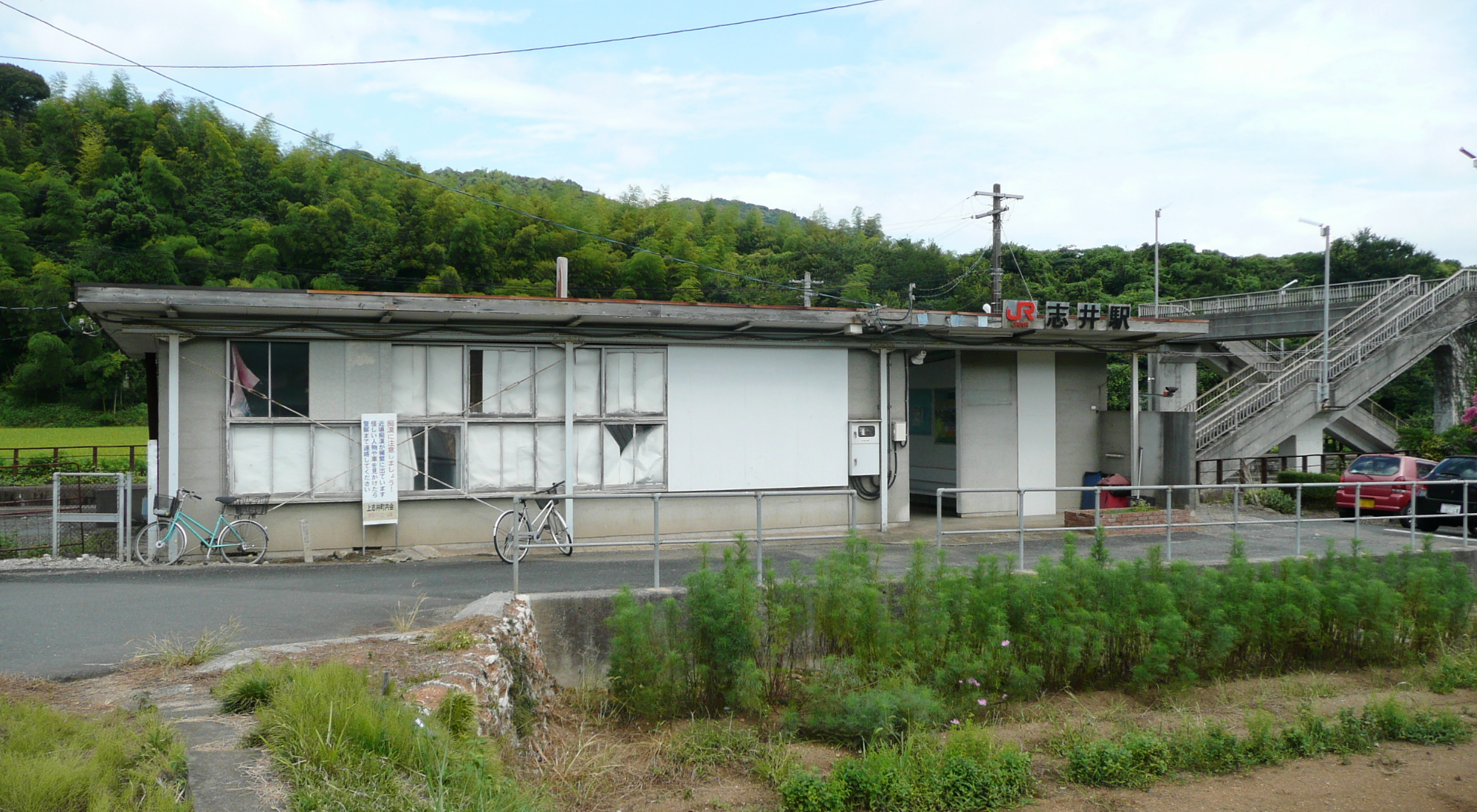
舊站房（2008年8月）

以水泥、磚及鐵皮所搭成的單層站房一座。出入口設於右側，左側為結合了候車室及售票窗口的站務室，其中前方為候車室，後方為站務室，靠近通道為售票窗口及騇票口，右側為原洗手間，並分為站外及站內使用的洗手間。後期時被停用，入口及原來的透氣窗皆被封閉。

### 月台

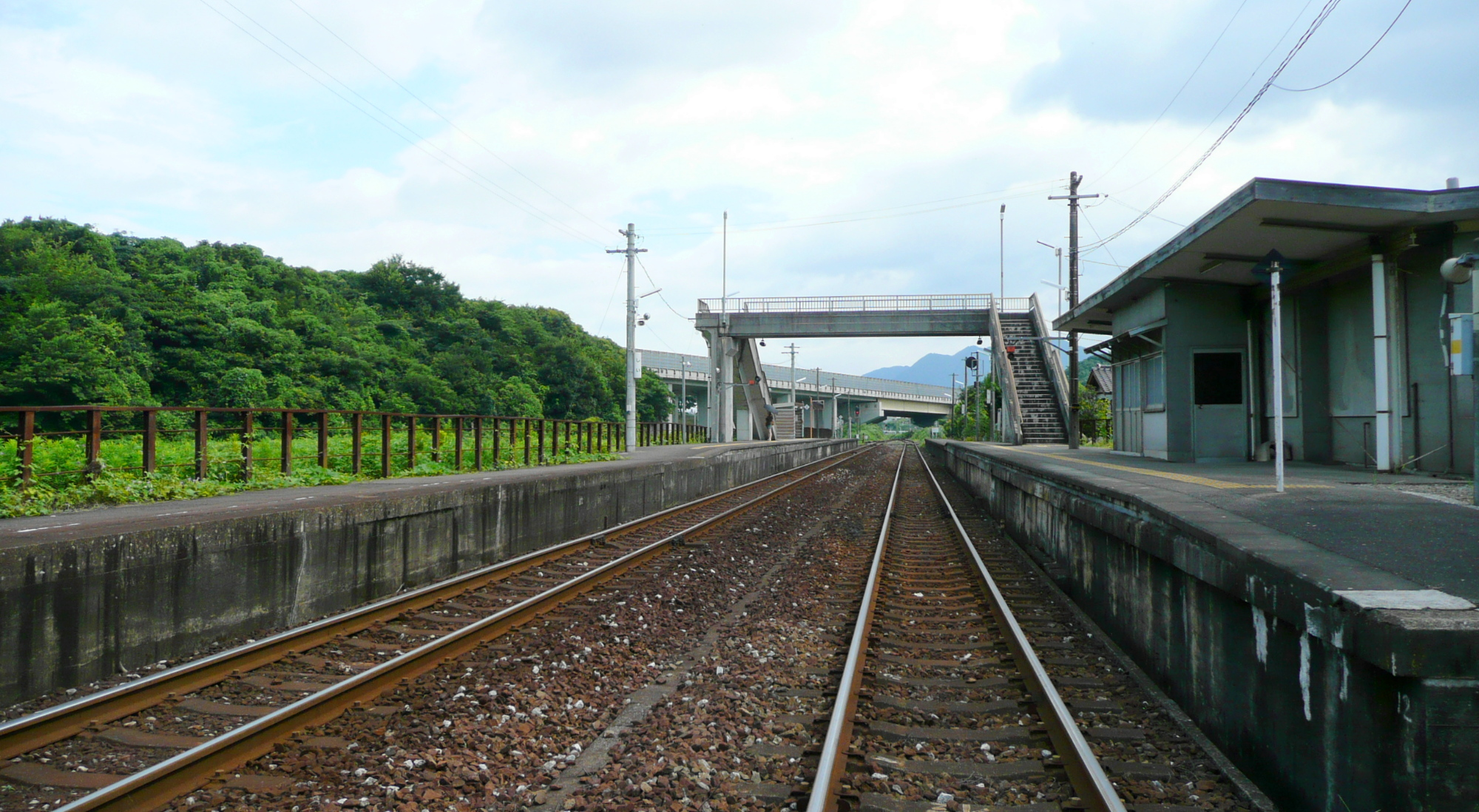
仍設有舊站房時的月台全貌（2008年8月）

設有2面2線的側式月台，長度為約120米，有效長度為6輛；其中2號月台末端約1節車廂位置已被圍欄所圍封。月台之間以跨線行人天橋連接。由於此站過去會有貨物列車進行列車交會，因此列車交會路段較長，雙線路段前後約有450米。
月台上的配置相對較為簡潔。各月台除了設有有蓋候車亭外和月台站牌外，便沒有其他的設施。2號月台的候車亭以鋼板和鋼架所搭成，亭內放置了兩張4獨立座位式的塑膠候車座椅，另外最前端為非正式車站出入口。
| 月台 | 路線       | 上下行 | 方向                 |
| ---- | ---------- | ------ | -------------------- |
| 1    | 日田彥山線 | 下行   | 田川後藤寺、添田方向 |
| 2    | 日田彥山線 | 上行   | 經日豐本線往小倉方向 |

## 歷史
- 1933年10月23日：小倉鐵道志井停留場啟用[1]。
- 1942年6月10日：停留場廢止[1]。
- 1943年：

- 2月25日：於原停留場位置靠近田川後藤寺一方400米處再次開設車站。
- 5月1日：小倉鐵道在戰時被收購和國有化，成為鐵道省車站。

- 1987年4月1日：國鐵分割民營化，車站由九州旅客鐵道（JR九州）營運[6][7][8]。
- 2014年：站房拆毀，改採用候車室的簡易車站模式[9]。
- 2017年3月4日：上行快速列車在石原町起變為各站停車，並開始停靠此站。

## 使用狀況
車站主要服務為位於車站北端的戶建團地「志井鷹羽台」的居民。由2號月台北端月台離開後沿旁邊的車路及小路步行約10分鐘便可到達，而整個志井鷹羽台範圍亦在合理步行距離內，然而車站其餘四周皆為農地，民居分散，即使位處福岡縣道257號上亦沒有太多民居，所以使用量並不算高。
JR九州自2016年度起只公佈最多使用量的首300個車站，本站從未打入首300名的位置，亦因為每日日均使用人數不足100人，所以連位列在排行榜後的附錄頁也未有顯示。
| 乘車人次變化 | 乘車人次變化 | 乘車人次變化 |
| 年度         | 1日平均人次  | 出處         |
| ------------ | ------------ | ------------ |
| 2000         | 122          | [ 10 ]       |
| 2001         | 171          | [ 10 ]       |
| 2002         | 118          | [ 10 ]       |
| 2003         | 115          | [ 10 ]       |
| 2004         | 115          | [ 10 ]       |
| 2005         | 104          | [ 10 ]       |
| 2006         | 97           | [ 10 ]       |
| 2007         | 94           | [ 10 ]       |
| 2008         | 102          | [ 10 ]       |
| 2009         | 109          | [ 10 ]       |
| 2010         | 112          | [ 10 ]       |
| 2011         | 110          | [ 10 ]       |
| 2012         | 106          | [ 10 ]       |
| 2013         | 113          | [ 10 ]       |
| 2014         | 99           | [ 10 ]       |
| 2015         | 90           | [ 10 ]       |
| 2016         | 83           | [ 10 ]       |
| 2017         | <100         | [ 11 ]       |
| 2018         | <100         | [ 12 ]       |
| 2019         | <100         | [ 13 ]       |
| 2020         | <100         | [ 14 ]       |
| 2021         | <100         | [ 15 ]       |
| 2022         | <100         | [ 16 ]       |
| 2023         | <100         | [ 17 ]       |

## 相鄰車站
九州旅客鐵道（JR九州）
日田彥山線
■快速（上行1班）、■普通
志井公園（JI06）－志井（JI07）－石原町（JI08）

## 外部連結
- JR九州志井站 （页面存档备份，存于）（日語）